# Herbita crenulata
Herbita crenulata là một loài bướm đêm trong họ Geometridae.